# Олёнов, Михаил Ильич
Михаил Ильич Олёнов (11 мая 1876 — 4 апреля 1957) — русский врач и философ.

## Биография
Родился Михаил Олёнов 24 апреля 1876 года. В 1899 году поступил в Киевский университет, который он окончил в 1904 году. Параллельно с медицинской деятельностью, он увлекался также социологией и экономикой и преуспевал в этом. Увлёкся революционной деятельностью, за что в качестве наказания он был подвергнут ссылке в Сибирь. Находясь в ссылке, Михаил Олёнов прочно стал на позиции марксизма.
Скончался Михаил Олёнов 4 апреля 1957 года, немного не дожив до своего 81-летия.

## Избранные сочинения
- Олёнов М.И. «Идеализм в общественной работе», 1904.
- Олёнов М.И. «Идеология русского буржуа», 1906.
- Олёнов М.И. «Так называемый кризис марксизма», 1906.
- Олёнов М.И. «Народный, или мещанский социализм», 1907.
- Олёнов М.И. «О типах буржуазных революций», 1908.